# Государственный комитет обороны
Государственный комитет обороны (ГОКО, ГКО) — чрезвычайный высший государственный орган управления, обладавший всей полнотой военной, политической и хозяйственной власти в СССР, созданный во время Великой Отечественной войны. 
Образование ГКО в Советском Союзе имело положительное значение: в тяжёлых условиях на фронте, с первых дней войны, оно демонстрировало силу и решительность руководства СССР в борьбе с захватчиками. Главной целью деятельности ГКО было превращение государства и страны в военную силу, способную противостоять опасному врагу и одержать победу.
Решения ГКО были обязательными для всех граждан, организаций и органов власти. Возглавил ГКО И. В. Сталин, который также занимал должности генерального секретаря ЦК ВКП(б) и председателя Совета народных комиссаров СССР. Впоследствии занял должность председателя Ставки Верховного Главнокомандования (с 10 июля 1941 года) и Народного комиссариата обороны СССР (с 19 июля 1941 года).
ГКО был упразднён, 4 сентября 1945 года, в связи с окончанием войны и прекращением чрезвычайного положения в стране, и все его дела были переданы Совету Народных Комиссаров СССР.

## Образование
Решение политического руководства о создании ГКО было предварительно оформлено как постановление Политбюро ЦК ВКП(б) за № 136 «Об Образовании Государственного Комитета Обороны». ГКО был образован 30 июня 1941 года совместным постановлением Президиума Верховного Совета СССР, Совета народных комиссаров СССР и Центрального комитета ВКП(б). Необходимость создания ГКО как высшего органа управления мотивировалась в виду создавшегося чрезвычайного положения и в целях быстрой мобилизации всех сил народов СССР для проведения отпора врагу, вероломно напавшему на нашу Родину, тяжёлым положением на фронте, требовавшим максимальной централизации руководства страной.
Идея создания ГКО была выдвинута на совещании 29 июня 1941 года у В. М. Молотова в Кремле, где присутствовали также Л. П. Берия, Г. М. Маленков, К. Е. Ворошилов, А. И. Микоян и Н. А. Вознесенский. Во второй половине дня участники совещания направились на Ближнюю дачу, где совместно со Сталиным между членами ГКО были распределены обязанности.
Здесь же было сформулировано постановление об образовании ГКО. Рукописный вариант постановления сохранился в фондах Политбюро ЦК. Ныне документ находится в фондах РГАСПИ.

## Функции
Государственный Комитет Обороны руководил всеми военными и хозяйственными вопросами в период войны. Создание ГКО имело целью быстро преодолеть растерянность и ведомственность органов власти в центре и на местах, сосредоточить в едином оперативном центре все важнейшие вопросы деятельности государства. ГКО изначально был создан как чрезвычайный орган, получивший всю полноту власти в Союзе ССР. Его указания были обязательны для любого советского, хозяйственного, партийного, комсомольского и военного органа, а также для всех граждан СССР. Именно ГКО определял все планы экономического развития страны в военный период и ежедневно контролировал их исполнение. Любой документ ГКО имел силу закона.
Руководство боевыми действиями осуществлялось Ставкой Верховного Главнокомандования через её исполнительный орган — Генеральный штаб.

## Состав
Совместным постановлением Президиума Верховного Совета СССР, Совнаркома и ЦК ВКП(б) от 30 июня 1941 года Государственный комитет обороны был образован в составе:
- Председатель ГКО — И. В. Сталин,
- Заместитель председателя ГКО — В. М. Молотов,
- Члены ГКО — К. Е. Ворошилов, Г. М. Маленков, Л. П. Берия.

Впоследствии состав Государственного комитета обороны неоднократно менялся:
- 3 февраля 1942 года членами ГКО были назначены Н. А. Вознесенский (в то время Председатель Госплана СССР) и А. И. Микоян[17];
- 20 февраля 1942 года в состав ГКО был введён Л. М. Каганович;
- 16 мая 1944 года Л. П. Берия был назначен заместителем председателя ГКО;
- 21 ноября 1944 года[18] членом ГКО вместо К. Е. Ворошилова был назначен Н. А. Булганин.

22 октября 1941 года ГКО издал постановление за № 830 сс о создании городских комитетов обороны (ГорКО), в котором указывалось, что ГорКО создавались «в интересах сосредоточения всей гражданской и военной власти и установления строжайшего порядка в прилегающих районах, представляющих ближайший тыловой район фронта». ГорКО должны были координировать работу гражданских и военных органов власти для решения возникающих проблем. В их состав входили представители советских, партийных органов, руководители органов НКВД и военного командования. Органы ГКО действовали одновременно и через конституционные органы власти и управления. 23 октября 1941 года был образован Совет ГКО.

## Постановления
Ниже представлены некоторые (не все) постановления и распоряжения Государственного Комитета Обороны.
Первое постановление ГКО («Об организации производства средних танков Т-34 на заводе „Красное Сормово“») было выпущено 1 июля 1941 года, последнее (№ 9971 «Об оплате остатков нескомплектованных элементов боеприпасов, принятых от промышленности и находящихся на базах НКО СССР и НКВМФ») — 4 сентября 1945 года. Нумерация постановлений сохранялась сквозная.
Из принятых ГКО за время своей работы 9971 постановления и распоряжения в настоящее время остаются на секретном хранении 44 документа (19 документов связаны с производством химического оружия и 17 документов посвящены вывозу оборудования из Германии).
Бо́льшая часть постановлений ГКО была подписана И. В. Сталиным или заверялась печатью, а некоторая часть — заместителем Молотовым и членами ГКО Микояном и Берией.
Собственного аппарата у ГКО не было (не имел своего секретариата), его решения готовились в соответствующих наркоматах и ведомствах, а делопроизводство велось Особым сектором ЦК ВКП(б).
Подавляющая часть постановлений ГКО имела гриф «Секретно», «Совершенно секретно», «Совершенно секретно / особой важности» (всего 57 документов) или «Совершенно секретно / особая папка» (всего семь документов) [обозначение «с», «сс», «сс/ов» и «сс/оп» после номера], но некоторые постановления были открытыми и публиковались в печати (например, Постановление ГКО № 813 от 19.10.41 «О введении в Москве осадного положения»).
Количество постановлений ГКО по годам отражает процесс активизации деятельности высших руководящих структур страны: за шесть месяцев 1941 года было принято 1087 постановлений и распоряжений, в 1942 году — 1592, в 1943 году — 2396, за восемь месяцев 1945 года — 2711.
Абсолютное большинство постановлений ГКО касалось тем, связанных с войной:
- эвакуации населения и промышленности[23] (в первый период Великой Отечественной);
- мобилизации промышленности, выпуска вооружений и боеприпасов;
- сформирования гвардейских частей[24];
- принятия на вооружение новых видов вооружения и боеприпасов;
- обращения с трофейным оружием и боеприпасами;
- изучения и вывоза в СССР захваченных образцов техники, промышленного оборудования; репараций (на заключительном этапе войны);
- организации боевых действий, распределения вооружений и прочее;
- назначения уполномоченных ГКО;
- о начале «работ по урану» (создания ядерного оружия);
- структурных изменений в самом ГКО.

## Структура
В состав ГКО входило несколько структурных подразделений. За период существования структура Комитета неоднократно менялась, с целью максимальной эффективности управления и приспособления к текущим условиям.
Наиболее важным подразделением было Оперативное бюро, созданное 8 декабря 1942 года постановлением ГКО № 2615 с. В состав бюро входили В. М. Молотов, Л. П. Берия, Г. М. Маленков и А. И. Микоян. В задачи этого подразделения первоначально входили контроль и наблюдение за текущей работой всех наркоматов оборонной промышленности, наркоматов путей сообщения, чёрной и цветной металлургии, электростанций, нефтяной, угольной и химической промышленности, а также за составлением и исполнением планов производства и снабжения указанных отраслей промышленности и транспорта всем необходимым. 19 мая 1944 года было принято Постановление № 5931, которым функции бюро были значительно расширены — теперь в его задачи входили наблюдение и контроль за работой народных комиссариатов оборонной промышленности, транспорта, металлургии, наркоматов важнейших областей промышленности и электростанций; также Оперативное бюро с этого момента отвечало за снабжение армии, наконец, на него были возложены обязанности упразднённого решением Транспортного комитета.
Другими важными подразделениями ГКО были:
- Группа постоянных уполномоченных ГКО и постоянные комиссии ГКО при фронтах.
- Комиссия по эвакуации — (образована 22 июня 1942 года Постановлением ГКО № 1922);
- Особый комитет (занимался вопросами репараций). С 26 сентября 1941 года Постановлением ГКО № 715 с при этом комитете было организовано Управление по эвакуации населения;
- Трофейная комиссия (создана в декабре 1941 года, а 5 апреля 1943 года Постановлением № 3123 сс преобразована в Трофейный комитет);
- Комитет по разгрузке железных дорог — образован 25 декабря 1941 года Постановлением ГКО № 1066 сс[25];
- 14 сентября 1942 года Постановлением ГКО № 1279 преобразован в Транспортный комитет при ГКО, существовавший до 19 мая 1944 года, после чего Постановлением ГКО № 5931 Транспортный комитет был упразднён, а его функции переданы Оперативному бюро ГКО;
- Комитет по эвакуации (создан 25 октября 1941 года Постановлением ГКО № 834, расформирован 25 декабря 1941 года Постановлением ГКО № 1066 сс).
- Совет по радиолокации — создан 4 июля 1943 года Постановлением ГКО № 3686 сс в составе: Маленков (председатель), Архипов, Берг, Голованов, Горохов, Данилов, Кабанов, Кобзарев, Стогов, Терентьев, Учер, Шахурин, Щукин;
- Специальный комитет — создан 20 августа 1945 года, занимался вопросами разработки ядерного оружия[26]. В рамках Специального комитета в тот же день, 20 августа 1945 года, было создано Первое главное управление при СНК СССР (ПГУ), которое занималось созданием новой отрасли промышленности в сжатые сроки[27].

Система из трёх главных управлений при ГКО создавалась с расчётом на послевоенное развитие принципиально новых отраслей промышленности и просуществовала намного дольше самого комитета.
Эта система направляла значимую часть ресурсов советской экономики на развитие атомной сферы, радиолокационной отрасли и космического направления.
При этом главные управления не только решали задачи повышения обороноспособности страны, но и были признаком значимости их руководителей.
Так, несколько лет после создания из соображений секретности ПГУ не предоставляло никаких сведений о своём составе и результатах работы ни в какие органы, кроме Президиума ЦК КПСС.
Для реализации наиболее срочных задач на местах существовал институт представителей ГКО СССР — назначенному лицу вручался мандат ГКО, с которым он убывал для выполнения возложенной на него задачи. По предъявлению этого документа любой руководитель и работник любого органа на местах был обязан выполнять все полученные от предъявителя мандата указания. Уполномоченный ГКО отчитывался и нёс персональную ответственность за выполнение порученной ему задачи непосредственно перед ГКО.

## Расформирование
Государственный Комитет Обороны был расформирован Указом Президиума Верховного Совета СССР от 4 сентября 1945 года как выполнивший свою роль органа военного времени в связи с завершением военных действий.

## Архив
Документы ГКО после его расформирования были переданы в архив ЦК ВКП(б) в связи с тем, что ГКО не имел своего секретариата и вопросы делопроизводства исполнялись Особым сектором ЦК ВКП (б); в 1995 году (в соответствии с распоряжением и поручением Президента РФ от 22 сентября 1994 года и 21 ноября 1994 года) документы были переданы в Российский государственный архив социально-политической истории (РГАСПИ).
Материалы Фонда ГКО СССР (шифр 644) собраны в четыре архивные описи:
- Опись 1. Рассылочные экземпляры постановлений и распоряжений Государственного комитета обороны (ГКО) за 1941—1945 год — 436 единиц хранения.
- Опись 2. Постановления и распоряжения Государственного комитета обороны (ГКО) (подлинники) за 1941—1945 год — 525 единиц хранения.
- Опись 3. Протоколы заседаний Оперативного бюро Государственного комитета обороны (ГКО) (копии) за 1943—1945 год — 7 единиц хранения.
- Опись 4. Материалы члена Государственного комитета обороны (ГКО) Маленкова Г. М. за 1941—1945 год — 19 единиц хранения.